# سرية غالب بن عبد الله الليثي (مصاب)
سرية غالب بن عبد الله الليثي إلى مصاب بشير بن سعد، وهي في منطقة فدك، وذلك في شهر صفر سنة 8 هـ.

## مجريات السرية
هيأ النبي محمد الزبير بن العوام، وقال له «سر حتى تنتهي إلى مصاب أصحاب بشير بن سعد، فإن أظفرك الله بهم فلا تبق فيهم»، وهيأ معهم 200 رجل، وعقد له لواء، فقدم غالب بن عبد الله الليثي من «الكديد» من سرية، فقال النبي للزبير «اجلس»، وبعث غالب بن عبد الله في 200 رجل، وخرج أسامة بن زيد فيها حتى انتهى إلى مصاب أصحاب بشير، وخرج معه علبة بن زيد فيها، فأصابوا منهم نعمًا وقتلوا منهم قتلى.